# دور السقا (النادرة)

تعديل مصدري - تعديل

دور السقا محلة تابعة لقرية صناع، التابعة لعزلة شعب المريسي بمديرية النادرة إحدى مديريات محافظة إب في الجمهورية اليمنية، بلغ تعداد سكانها 123 حسب تعداد اليمن لعام 2004.